# Стереоизомеры
Стереоизоме́ры (от др.-греч. στερεός «объёмный, пространственный»), также пространственные изомеры — химические соединения, имеющие одинаковое строение, но отличающиеся пространственным расположением атомов. Стереоизомеры имеют одинаковую конституцию, но различные конфигурацию и/или конформацию.

## Классификация
В классической стереохимии стереоизомеры подразделялись на оптические изомеры, диастереомеры и геометрические изомеры. Современная классификация, предложенная Мислоу в 1965 году, основана на симметрии и энергетических параметрах.
Согласно энергетическому критерию, стереоизомеры делят на:
- конфигурационные стереоизомеры (взаимопревращение затруднено, энергетический барьер > 100 кДж/моль)
- конформационные стереоизомеры (взаимопревращение осуществляется относительно легко, энергетический барьер < 60 кДж/моль)

Существуют также стереоизомеры промежуточного типа, которые легко превращаются друг в друга при повышенной температуре, но медленно — при охлаждении. В этом случае говорят об остаточной стереоизомерии.
Данные классификации не являются взаимоисключающими: энантиомеры и диастереомеры могут быть конфигурационными или конформационными стереоизомерами в зависимости от того, высокий или низкий энергетический барьер их разделяет. Как правило, при рассмотрении энантиомеров и диастереомеров принимаются во внимание конфигурационные различия, а конформеры рассматривают как отдельный тип пространственных изомеров.

## Энантиомеры

Энантиомеры молочной кислоты

Энантиомеры (оптические изомеры, зеркальные изомеры, оптические антиподы) — это стереоизомеры, представляющие собой зеркальные отражения друг друга, не совмещаемые в пространстве.

Измерение оптической активности при помощи поляриметра: 1 — источник света, 2 — неполяризованный свет, 3 — поляризатор, 4 — поляризованный свет, 5 — кювета с раствором вещества, 6 — оптическое вращение 30°, 7 — анализатор, 8 — наблюдатель

Поскольку у предмета может быть лишь одно зеркальное отражение, энантиомеры существуют парами (эпимерами). Энантиомерные молекулы обладают свойством хиральности, то есть не совпадают в пространстве со своим зеркальным отражением. Как правило, элементом хиральности в молекуле является центр хиральности, то есть атом углерода, связанный с четырьмя различными заместителями. Например, молочная кислота CH3CH(OH)COOH имеет атом углерода, связанный с атомом водорода, метильной, карбоксильной и гидроксильной группами, поэтому она может существовать в виде двух энантиомеров: (+)-молочной кислоты, образующейся в мышечной ткани в результате биохимических процессов, и (−)-молочной кислоты — продукта анаэробного брожения глюкозы.
Большинство физических свойств для энантиомеров одинаковы, например, они кипят и плавятся при одинаковой температуре, имеют одинаковую растворимость, плотность, показатель преломления, УФ-, ИК-, ЯМР-спектры.
Отличительным свойством энантиомеров является оптическая активность — способность вращать плоскость поляризации света. Для противоположных энантиомеров величина удельного оптического вращения равна по модулю, но противоположна по направлению (по этой причине их также называют оптическими изомерами, или оптическими антиподами). Однако, в последнее время эти названия становятся менее употребимыми, поскольку некоторые энантиомеры (например, R- или S-н-бутил-н-гексил-н-пропилэтилметан) не проявляют заметного оптического вращения (криптохиральность).
Различить энантиомеры можно также по их реакционной способности в присутствии хиральных реагентов или катализаторов, по спектрам ЯМР в хиральных растворителях, а в некоторых случаях по форме кристаллов.

## Диастереомеры

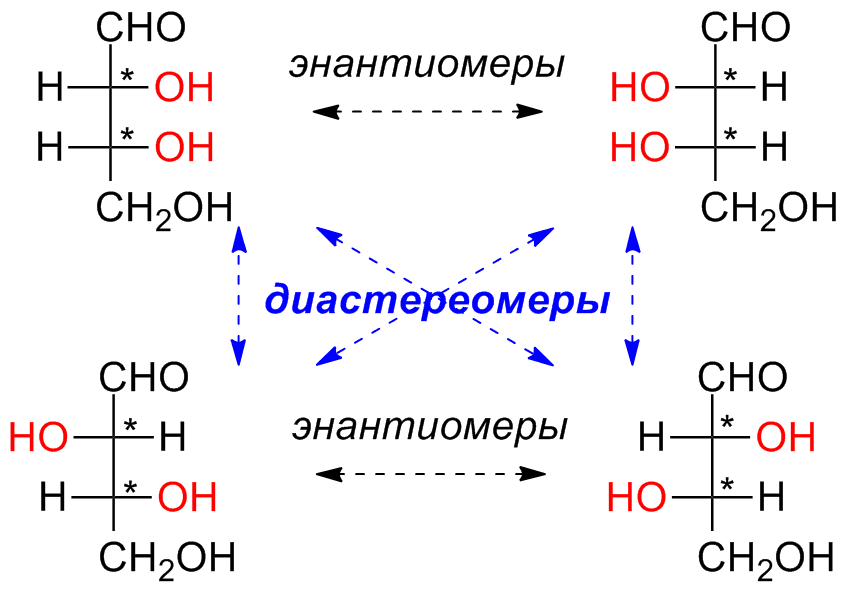
Каждой тетрозе соответствует один энантиомер и два диастереомера

К диастереоизомерам относят все стереоизомеры, не являющиеся энантиомерами, то есть зеркальными отражениями друг друга. Диастереомеры молекулы возникают при наличии в ней нескольких стереоцентров (или других элементов хиральности). В этом случае стереоизомеры, у которых различаются конфигурации всех соответствующих стереоцентров, являются энантиомерами. Если же стереоизомеры различаются конфигурациями лишь некоторых стереоцентров, то они являются диастереомерами. Такие диастереомеры называются σ-диастереомерами.
К диастереомерам относятся также стереоизомеры, отличающиеся конфигурацией двойной связи (π-диастереомеры, или геометрические изомеры).
В отличие от энантиомеров, диастереомеры различаются по физическим свойствам, в том числе по оптической активности. Это связано с тем, что энантиомеры идентичны по всем скалярным свойствам, то есть расстояние между двумя любыми атомами в них одинаково. Диастереомеры в этом смысле неидентичны, поэтому их свойства различаются.

## Число стереоизомеров
В общем случае, n стереоцентров в одной молекуле будут давать 2n стереоизомеров. Иногда число стереоизомеров уменьшается за счёт того, что какой-нибудь из стереоизомеров обладает такой симметрией, что совпадает со своим отражением (является мезоформой). Таким образом, в данном случае два энантиомера представляют собой одно и то же соединение.

## Конформеры
Стереоизомеры, различающиеся лишь конформацией, называются конформерами. Частным случаем таких стереоизомеров являются ротамеры — конформеры, возникающие в результате затруднённого вращения вокруг одинарной химической связи.

## Остаточная стереоизомерия
Концепция остаточной стереоизомерии рассматривает стереоизомерные формы молекулы, которые можно различить, исследуя молекулу определёнными методами и в особых условиях, в то время как при обычных условиях эти стереоизомеры неразличимы, поскольку быстро превращаются друг в друга. Например, хлорциклогексан имеет два стереоизомера с аксиальным и экваториальным положением атома хлора, которые различаются при анализе ИК-спектроскопией или ЯМР-спектроскопией при −100 °С. При выделении же или анализе ЯМР при комнатной температуре хлорциклогексан является одним соединением, поэтому не имеет стереоизомеров в обычном понимании.